# Антоније Протић
Антоније „Анта“ Протић (Смедерево, 1787 – Смедерево, 9. децембар 1854) био је књижевник и секретар смедеревског војводе Вујице Вулићевића 1807. године. Касније је био Карађорђев посланик у његовом Правитељствујушчем државном савету код научника Вука Караџића. После Другог српског устанка био је повереник финансија Владе кнеза Милоша Обреновића. Његови мемоари се данас сматрају једним од четири основна извора за први и други рат за независност Србије.
Анта Протић је у народу био познат као Ћир-Анта или Кир-Анта, због учености и господства.

## Биографија
Антоније Протић је рођен 18. априла 1787. године у Смедереву. Отац му је био свештеник. За време Кочине крајине његови родитељи су избегли у Ковин. После Шистовског мира 1791. године којим је окончан последњи аустро-турски рат (1787–91), враћају се у Смедерево, али како је убрзо избила епидемија куге, родитељи су га послали у Скобаљ код стрица. Тада му је отац умро од куге. Похађао је српске и грчке школе у Смедереву и Крњеву, па је Протић научио и да говори и пише грчки  и турски, службени језик Османског царства.

## Први српски устанак
Током Првог српског устанка, Антоније Протић је учествовао у устанку не само као писар, већ и као тумач и војник. Присуствовао је многим значајним догађајима у Првом српском устанку, а касније 1853. године написао је Повесницу. Био је са Карађорђем током опсаде Смедерева и када је први пут основан Правитељствујушчи државни савет. Познавао је све војводе Првог српског устанка и Другог српског устанка. Учествовао је и у опсади и ослобађању Београда и других значајних градова и места. После пропасти Првог српског устанка пребегао је преко Дунава на аустријску страну, а 1814. године, отишао је у Хотин у Бесарабији где је и Карађорђе нашао уточиште.

## Преговарач
Протић се поново вратио у Србију и учествовао у Другом српском устанку. Учествовао је у преговорима са Марашли Али-пашом у Ћуприји. Током ових преговора, Протић је саставио жалбу у име српског народа упућену султану Махмуду Другом и у њој све злочине Турака над Србима након завршетка Првог српског устанка. Осим тога, помогао је да се ова жалба преведе на турски. Уз одобрење Марашли Али-паше и са својим изасланицима, напустио је Ћуприју пред Решид Мехмед-пашом, да га обавести о договору Марашли Али-паше и Милоша Обреновића и тако спречи напад на устанике са босанске стране. Други устаник Павле Цукић био је незадовољан мировним споразумом, који је кнез Милош склопио са Марашли Али-пашом, па се успротивио и отишао у манастир Манасију. Анта Протић је много помогао Павлу Цукићу да га наговори да се преда кнезу Милошу, али безуспешно.
Године 1817. био је писар Вујице Вулићевића у Смедереву и тада је често носио Вујичина писма Милошу Обреновићу и обрнуто. Био је присутан у време када је Вујица Величевић убио Карађорђа. Међутим, овај догађај није ни поменуо у својој Историји. Кнез Милош га је послао на Аду Кале и Видин приликом другог устанка 1821. године да види шта су Турци наумили, а с друге стране да турским пашама пренесе поруке да Срби желе мир по сваку цену. Касније је био порезник у Пожаревачком округу, а 1822. године био је цариник у Смедереву.

## Саветник и министар финансија
Од 1839. постаје члан првог Правитељствујушчег државног савета Кнежевине Србије. Кнез Милош Обреновић напустио је Србију 1839. године када је на његово место дошао његов син Милан Обреновић, али је кнез Милан убрзо умро. Следећи кнез који је преузео власт био је кнез Михаило Обреновић, који је у то време био са оцем у Влашкој. Намесници су послали кнегињу Љубицу Вукомановић и Анту Протића у Влашку по кнеза Михаила. Новембра 1839. заједно са кнезом Михаилом отишли су из Влашке на поклоњење султану Абдулмеџиду Првом и вратили се из Цариграда тек у марту 1840. године. Био је министар финансија од 1. септембра 1840. до 25. маја 1841. године када се вратио у Савет. После буне Томе Вучића Перишића, 6. септембра 1842. године са кнезом Михаилом прелази у Аустрију, али се тамо није дуго задржао. По повратку у Србију живео је у Смедереву. Јован Гавриловић га је наговорио да напише све што је знао о значајним догађајима који су се десили током његовог живота. Тако је настала његова Историја. Протић је био добротвор, који је 1826. године поклонио земљиште за смедеревску школу. Преминуо је у Смедереву 9. децембра 1854. године.

## Књижевна дела
Године 1853. Протић је написао Повершницу од почетка времена вожда српског Карађорђа Петровића. Свој рад је базирао стриктно на извештајима очевидаца и савременим текстовима тог периода. Сматра се једним од три основна извора за прву и другу српску револуцију против Османског царства.
Ево шта је рецензент написао у то време:
„Антоније Протић је више сведок него историјски писац 19. века, који Карађорђеву епоху схвата као одраз некадашње српске славе и државе и бележећи Карађорђево дело, гради споменик духу који ствара и слободан народ од поробљеног народа и модерну државу од пашалука, заиста, то је спомен годишњице Првог српског устанка“. 
Постхумно су се појавиле још две публикације под насловом Казивања о српском устанку 1804. године у којима се наводе аутори Јанићије Ђурић, Петар Јокић, Гаја Пантелић Воденичаревић и Анте Протић, и Прићања савремена о Првом устанку („Савременик“), наводећи ауторе Јанићија Ђурића, Петра Јокића и Антонија Протића.
Антоније Протић је сахрањен на Старом смедеревском гробљу, у породичној гробници на југозападној страни цркве, на удаљености од око 50 метара од цркве. Споменик је од црвеног мермера, а лево и десно од њега су споменици његових ћерки и зетова, породица Угричић и Поповић.